# Cesta změny
Cesta změny (CZ) byla malá česká liberální politická strana. Jejím předsedou byl Jiří Lobkowicz, sekretariát vedl Josef Brož.
Vznikla na konci roku 2001 z prostředí iniciativy Děkujeme, odejděte!; ještě před oficiálním založením strany došlo mezi organizátory ke sporu, který vyústil v odchod lidí kolem Moniky Pajerové, kteří založili stranu Naděje.
Ve volbách do Poslanecké sněmovny Parlamentu České republiky v červnu 2002 neuspěla – získala 0,27 % hlasů. Ve volbách do Senátu PČR na podzim 2002 byl v obvodu Praha 1 zvolen Martin Mejstřík kandidující za Cestu změny jako nestraník. Dále byla CZ v zastupitelstvu 5 obcí.
V prvních volbách do Evropského parlamentu v červnu 2004 postavila CZ společnou kandidátku s US-DEU, Liberální reformní stranou a ODA pod názvem Unie liberálních demokratů. CZ z 32 kandidátů na 24 poslaneckých míst nominovala 6 (nestranice Tereza Brdečková na 5. místě, dále 10., 14. a 30.-32.). Celkem ULD získala 1,69 % hlasů a do EP se nedostala. V senátních volbách v listopadu 2004 CZ nominovala 2 kandidáty; neuspěl z nich ani Daniel Kroupa (nestraník obhajující mandát, který získal za ODA ještě jako její člen). Kromě toho CZ vyjádřila podporu několika dalším kandidátům, z nichž byl zvolen v Praze 6 Karel Schwarzenberg (člen ODA, navrhující strana US-DEU).
Cesta změny byla zakládajícím členem Evropské demokratické strany (European Democratic Party - EDP), založené v roce 2004 v Bruselu, která spolu s Evropskou liberálně demokratickou a reformní stranou (European Liberal Democrat and Reform Party - ELDR) tvoří Alianci liberálů a demokratů pro Evropu (Alliance of Liberals and Democrats for Europe - ALDE).
V květnu 2009 rozhodl Republikový sněm strany o jejím dobrovolném rozpuštění s likvidací.